# パニオニオスBC
パニオニオスBC（Panionios B.C. (ギリシア語: Πανιώνιος KAE)）は、ギリシャのアテネ郊外のネア・スミルニに本拠地を置くバスケットボールチーム。パニオニオスGSSのバスケットボール部門である。

## 歴史
1919年創設。ギリシャA1バスケットボールリーグに初参加した1928-29シーズンは2位、翌年は3位に入った。1991年、ギリシャ・カップ決勝でPAOK BCに73-70で勝利し、初優勝を飾ると共にクラブ史上初の全国タイトルを獲得した。パニオニオスは1976-77シーズンと1994-95シーズンにも決勝に進出したが、準優勝に終わった。また、1986-87シーズンにはギリシャA1バスケットボールリーグのA1ファイナルに進出したが、準優勝に終わり、タイトルを逃した。
1993-94シーズンと1998-99シーズンの2回、FIBAコラック・カップで準決勝に進出した。2008-09シーズンにユーロリーグに初参加し、レアル・マドリード・バロンセスト、KKパルチザン、エフェス・ピルゼンから歴史的な勝利を記録した。
2019-2020シーズンは、新型コロナウイルスの感染拡大によってシーズン中にリーグが打ち切りとなり、続く2020-2021シーズンはチームが財政難に陥った為パニオニオスはリーグへ参戦することができず、その後下部リーグ降格となった。
2023-2024シーズンは、2部相当のギリシャ・A2 バスケットボール・リーグで、2位となりギリシャ・バスケットボールリーグ復帰を決めた。
2025-2026シーズンからユーロカップへ参加することとなった。

## タイトル
- ギリシャカップ 優勝 (1): 1990-91

## 歴代所属選手
- ブラッド・ニューレイ 2007-2008
- シネメル・イロヌー 2010-2011
- ニコロス・ツキティシュビリ 2009
- セオドロス・パパルーカス 1999-2001
- ギオルゴス・カンペリディス 2017-2020
- ヤロスラフ・コロレフ 2014-
- ミロス・ブヤニッチ 2010-2011
- ムハメド・パシャリッチ 2019
- P・J・ブラウン 1992-1993
- ジェリー・マクナマラ 2007
- トラヴォン・ブライアント 2009-2010
- タイリーク・デュレン 2019-2020
- リッキー・マギル 2019-2020
- アンソニー・リー 2019-2020
- ケンドリック・レイ 2024-2025
- ランドリー・ンノコ 2024-

## 歴代ヘッドコーチ
- アリス・リコヤニス 2023-2025
- ルカ・パヴィチヴィッチ 2025-